# John Suler
John Suler es profesor de psicología en la Universidad de Rider y tiene una copiosa producción sobre el comportamiento de las personas en línea. Suler obtuvo una licenciatura en psicología de la Universidad Estatal de Nueva York en Stony Brook y su Ph.D. en Psicología Clínica de la Universidad Estatal de Nueva York en Buffalo .